# Дакрес, Ричард
Сэр Ричард Джеймс Дакрес (англ. Sir Richard James Dacres; 1799 — 6 декабря 1886, Брайтон, Восточный Суссекс) — британский фельдмаршал (1886).

## Биография
Родился в 1799 году в семье военного моряка Ричарда Дакреса, в дальнейшем — вице-адмирала. Многие другие родственники отца также служили на флоте, однако Ричард-младший решил посвятить себя сухопутной армейской службе. Окончил Королевскую военную академию в Вулидже, откуда в 1817 году был выпущен вторым лейтенантом в Королевскую артиллерию.
В 1843 году в чине капитана перешёл в Королевскую конную артиллерию. В 1852 году был произведён в подполковники и вскоре направлен командовать отрядами Конной артиллерии, отобранными для участия в Крымской войне. 
Дакресу было 54 года и он, по всей вероятности, никогда ранее не принимал участия в полевых сражениях. Тем не менее, он неплохо проявил себя на своём посту. Сначала Дакрес возглавлял всю британскую конную артиллерию, прикомандированную к кавалерии лорда Лукана, и в этом качестве участвовал в сражениях при Альме, Балаклаве (под ним была убита лошадь) и Инкермане.
Когда погиб командующий британской артиллерии в Крыму генерал Фокс, Дакрес сменил его и в ходе битвы за Севастополь возглавлял всю британскую артиллерию.
Британское правительство высоко оценило деятельности Дакреса. В течение 1855 года он был трижды повышен в чине: до полковника, бригадира и, наконец, до генерал-майора, стал кавалером британского ордена Бани, был награждён французским орденом Почётного легиона, Савойским военным орденом, турецким орденом Меджидие 2-й степени.
Вернувшись на родину, сперва занимал должность коменданта округа Вулидж. В 1864 году генерал-майор Дакрес был назначен на должность старшего полковника Королевской конной артиллерии, за чем вскоре последовало производство в генерал-лейтенанты. В 1869 году стал кавалером большого креста ордена Бани. Занимал должность старшего полковника вплоть до 1877 года, после чего вышел в отставку и получил почётную должность констебля Лондонского Тауэра. 
Несмотря на то, что должность считалась сугубо почётной, в 1885 году Тауэр подвергся нападению со стороны фениев — сторонников независимости в Ирландии, причём в результате организованного ими взрыва было ранено несколько человек. 
В 1886 году, в глубокой старости, был произведён в  фельдмаршалы и в том же году скончался. 
Ричард Дакрес был женат на Фрэнсис Томас, из семьи богатых предпринимателей.